# Haïm Vidal Séphiha
 (février 2023).
Si vous disposez d'ouvrages ou d'articles de référence ou si vous connaissez des sites web de qualité traitant du thème abordé ici, merci de compléter l'article en donnant les références utiles à sa vérifiabilité et en les liant à la section « Notes et références ».
Haïm Vidal Séphiha, né le 28 janvier 1923 à Saint-Gilles et mort le 17 décembre 2019 à Boulogne-Billancourt, est un linguiste et professeur émérite des universités. Il est l'instigateur des premiers travaux portant sur le judéo-espagnol, encore parlé aujourd'hui par un certain nombre de Juifs séfarades, et a contribué à la défense et à la promotion de cette langue menacée.

## Biographie
Haïm Séphiha naît à Bruxelles (Belgique) dans une famille judéo-espagnole originaire d’Istanbul, en Turquie, arrivée en 1910. Son père David Nissim Sephiha et sa mère Esther Eskenazi sont restaurateurs de tapis, et ont six enfants. 
Il étudie d'abord dans un lycée francophone de Bruxelles et apprend plusieurs langues. Il entreprend ensuite des études d’agronomie mais en novembre 1941, il est renvoyé de son institut en tant que juif. Il poursuit alors ses études dans un centre d'apprentissage d’horticulture créé par l’Association des Juifs de Belgique et dirigé par Haroun Tazieff. 
Victime d’une plaisanterie de mauvais goût sur son nom, il adopte précocement la version judéo-espagnole de son nom, Vidal. Obtenant la nationalité belge par droit du sol, il fait des études de langues. 
Étudiant clandestinement à l'université libre de Bruxelles, il est arrêté le 1er mars 1943 et déporté comme juif belge à Auschwitz-Birkenau le 24 septembre 1943 ; il en revient le 28 avril 1945, en participant à la marche de la mort. Son père, lui, meurt au camp de concentration de Dachau le 10 mai 1945. Sa mère et deux de ses sœurs sont déportées au camp de Ravensbrück. Citoyennes turques, les trois femmes sont transférées par les nazis fin février 1945 de Ravensbrück à Moda, en Turquie ; elles y sont maintenues en résidence surveillée jusqu'à la fin 1945, après quoi elles retournent dans la capitale belge.
Le jeune homme entame des études de chimie à l’université libre de Bruxelles, puis s’installe en France, à Rouen, en 1948. C’est la mort de sa mère, en 1950, qui le ramène vers ses racines séfarades. Il reprend des études de linguistique, de littérature espagnole et littérature portugaise à la Sorbonne à Paris, devient professeur des universités en 1981 et obtient la chaire de linguistique en judéo-espagnol, créée pour lui en 1984 à la Sorbonne. Il a auparavant fondé, en 1979 Vidas Largas, une association pour la défense et la promotion de la langue et de la culture judéo-espagnole. 
En 1977, paraît l'un de ses livres les plus connus, L'Agonie des Judéo-Espagnols. Le mot « agonie » y est employé au sens grec du terme, c'est-à-dire au sens de « lutte » (agon) : le professeur se défend d'avoir annoncé la disparition de la langue judéo-espagnole. La même année, H-V Séphiha publie deux thèses relatives au ladino, qu'il appelle judéo-espagnol calque pour le différencier du judesmo, le judéo-espagnol vernaculaire. Il occupera la chaire de judéo-espagnol jusqu'en 1991, publiant une dizaine de livres sur les problématiques judéo-espagnoles, et dirigeant par la suite près de 400 travaux et thèses d'étudiants portant sur cette langue.
En 1982, il crée la première chaire mondiale de judéo-espagnol à l’INALCO.
En 1989, il cosigne un livre avec Edgar Morin et Véronique Grappe-Nahoum, Vidal et les siens.
L'Université de Berlin lui a dédié en 1997 une œuvre collective, Hommage à Haïm Vidal Séphiha.
En 2003, « sous la direction de Simone Veil, il inaugure à Auschwitz-Birkenau une dalle à la mémoire des judéo-espagnols assassinés par les nazis ».
En 2007, il dépose au musée de la Shoah de Washington une partie de sa bibliothèque et de ses archives ; il y obtient que le nom de son père turc, mort à Dachau, y soit honoré.
Enfin en 2015, il dresse le bilan de sa vie personnelle et scientifique dans Ma vie pour le judéo-espagnol, un livre d'entretien avec son fils Dominique Vidal, journaliste au Monde diplomatique.

## Vie privée
Il se remarie avec une femme allemande, Ingeborg, «beau symbole après sa déportation» .

## Publications

### Ouvrages
- L'agonie des Judéo-Espagnols, Paris, éd. Entente, coll. « Minorités », 1977
- L'intensité en judéo-espagnol, Conseil Scientifique de l'UER d'études ibériques et latino-américaines, 1977
- Le ladino (judéo-espagnol calque) : structure et évolution d'une langue liturgique, Paris, éd. Vidas Largas, 1982
- Le judéo-espagnol, éd. Entente, coll. Langues en péril, Paris, 1986
- Vidal et les siens, avec Edgar Morin, Véronique Grappe-Nahoum, Le Seuil, Paris, 1989
- Contes judéo-espagnols, Du miel au fiel, éd. Bibliophane, Paris, 1991
- Sépharades d’hier et d’aujourd’hui (avec Richard Ayoun), éd. Liana Levi, 1992
- La vie en hébreu et en ladino, P.U.F, 1993
- Dictionnaire français-judéo-espagnol, L'Asiathèque, 1998
- Ma vie pour le judéo-espagnol, La langue de ma mère (Entretien avec Dominique Vidal), éd. Le bord de l'eau, 2015

### Articles
- « Le judéo-espagnol »
- « Littérature judéo-espagnole problématique »
- « Proverbes judéo-espagnols : la partie pour le tout : une mémoire sélective »
- « La cité perdue des séfarades », pour Le Monde diplomatique, juillet 1997
- Nuit et Brouillard pour Sepharad.org
- « Haïm-Vidal Sephiha », sur ina.fr (consulté le 31 décembre 2023)